# U Výpustku
Přírodní rezervace U Výpustku leží v Křtinském údolí v katastrálních územích obcí Březina v okrese Brno-venkov a Habrůvka v okrese Blansko. Rezervace byla zřízena výnosem ministerstva kultury České socialistické republiky dne 11. července 1977. Původní výměra rezervace, která leží v chráněné krajinné oblasti Moravský kras, činila 21,43 hektarů. V roce 2002 byla rozšířena o severní svah Křtinského údolí. Její současná výměra je 63,3398 ha. Chráněné území je ve správě AOPK ČR – Regionálního pracoviště Jižní Morava.

## Předmět ochrany
Předmětem ochrany je geomorfologické cenné území v devonských vápencích střední části Moravského krasu s jeho jeskynními systémy, povrchovými krasovými jevy, paleontologická a archeologická naleziště a lesní, skalní a jeskynní společenstva, vázaná na dané prostředí. V rezervaci se nachází několik jeskyní – zpřístupněná jeskyně Výpustek, dále Stará a Nová Drátenická, Mariánská, Jeřábí skála, Kanibalka a další.